# Дрета
Дрета је десна притока реке Савиње у Словенији. Река је дугачка 29 киломатара, са површином слива од 126 km². У реку Савињу се улива код Назарја.